# DNA (小惑星)
DNA (55555 DNA) とは、小惑星帯に属する小惑星の1つ。

## 概要
DNA は、2001年12月9日に C. W. Juels と P. R. Holvorcem によってファウンテン・ヒルズで観測・発見された小惑星である。仮符号は 2001 YR2 であった。その後の観測データの調べによって、1999年に観測された 1999 CX69 と1972年の 1972 RJ と同一である事が判明した。
2004年3月6日に、2001 YR2 は DNA という名称が付けられた。名称はデオキシリボ核酸に因んでいる。なお小惑星番号は55555番のゾロ目である。2013年現在、名称があるゾロ目番号の小惑星では最も大きな番号を持っている。

## 性質
DNA は絶対等級13.364等級の小惑星である。軌道長半径は2.564AUであり、公転周期は4.10年である。軌道離心率は0.131と比較的円形の軌道であり、近日点距離は2.226AU、遠日点距離は2.900AUである。